# Vålerenga
Vålerenga (Vålerengen) er et strøg i Oslo. Det udgør en del af Gamle Oslo. Vålerenga ligger mellem Gamlebyen, Jordal, Ensjø, Etterstad og Lodalen. Vålerenga er afgrænset af Enebakkveien, Hovedbanen, Gjøvikbanen, Strømsveien, Østerdalsgata, Numedalsgata, Opplandsgata og Strømsveien. Vålerenga er specielt kendt for sine ældre træhuse og sit fodbold- og ishockeyhold.

## Historie
Bydelen Vålerenga opstod rundt om Vålerenga Hovedgård i sidste halvdel af 1800-tallet. Hovedbygningen på hovedgården ses i dag ved siden af Vålerenga kirke. Huset var i en periode præstegård og den ældste del er fra 1700-tallet.
I 1855 lå området fortsat udenfor bygrænsen da de første tomter blev udskilt. Husbyggeriet var derfor ikke begrænset af murtvangen som var blevet indført i Christiania i 1624 i forbindelse med at Christian IV flyttede bykernen indenfor murene på Akershus fæstning. Der blev bygget små træhuse i den stil folk kendte fra landsbyerne de kom fra. Husene fra denne periode ligger tætte side om side, med facaderne ud mod fortovet. De er i en til to etager. Enkelte af husene var antagelig ældre huse fra tilflytternes hjemsteder.
De fleste som bosatte sig på Vålerenga i denne periode var håndværkere, vognmænd, drev små industrier eller levede af dyrehold. Det er typisk at de er tilflyttere som selv står som bygherrer for sine huse.
Frem mod 1878 ændre bygningsmønsteret sig noget, der kom flere lejegårde i træ og øverst på Vålerenga kom der også større privatboliger med haver.